# Paraglenea latefasciata
Paraglenea latefasciata là một loài bọ cánh cứng trong họ Cerambycidae.